# 微軟認證講師
微軟認證講師（MCT）是微軟教育訓練策略的一環，持有MCT的人員，才具在微軟合作夥伴所設立的教育訓練中心（夥伴資格為Microsoft Certified Partner: Learning Solutions或是Microsoft Gold Certified Partner: Learning Solutions）中，使用微軟官方的教材（MOC, Microsoft Official Curriculum）來開課教學，而且微軟認可的教育訓練中心也被要求雇用至少二位以上的MCT才可以申請設立。

## 條件
由於MCT認可的講師是要從事微軟技術的教育訓練，因此微軟對MCT的要求相當高，除了進階等級的專業認證（如MCPD、MCITP）外，還必須通過講師認證程序（依各國不同，有不同的設計，像是面試、試講或是由專業訓練講師的機構來認可等等）才可以取得MCT認證，而且根據不同的MCT認證資格，能夠教授的課程也不同。
MCT認證的基本條件有：
- 取得講授課程的必要認證 （页面存档备份，存于）。
- 至少參與一堂由微軟已認可的講師所帶領的課程，並取得課程完成證明（非必要）。
- 證明自己的教學技能，認可方式依各國的情況而有所不同，可能是面試、試講、曾被Cisco等廠商認可為講師 （页面存档备份，存于）或是由第三方公正機構所提出的講師認可證明（例如CompTIA CTT+認證或是經過專業講師訓練課程結業並取得證書）。
- 申請重要指標ID（MTM ID）。
- 繳交MCT年費並填具MCT申請書。

## 技術分流
為了能夠確保MCT具有所講授課程的基礎技術能力，除了要求MCT申請者必須先取得相對的必要認證外，不同的技術認證可教授的課程也不同，像是具有MCSD認證的MCT不能講授MCSE認證的課程，而具有MCITP認證的MCT不可教授MCPD的認證課程。

## 維持認證
與其他認證不同的是，MCT認證的講師必須要滿足下列條件，才可以在次一年度繼續維持其認證資格：
- 教授課程問卷中的不滿意指數不可連兩季超過10%。
- 至少在取得MCT後的一年內，在微軟所規定的教育訓練地點中，教授一堂微軟官方的教育訓練課程。
- 不得違反MCT的授權與限制條款。